# بوريس وليامز
بوريس وليامز (بالإنجليزية: Boris Williams) (و. 1957  م) هو طبال، وكاتب أغاني إنجليزي، ولد في فرساي، يستخدم آلات طقم طبول.

## وصلات خارجية
- بوريس وليامز على موقع IMDb (الإنجليزية)
- بوريس وليامز على موقع ميوزك برينز (الإنجليزية)
- بوريس وليامز على موقع أول موفي (الإنجليزية)
- بوريس وليامز على موقع قاعدة بيانات الأفلام السويدية (السويدية)
- بوريس وليامز على موقع أول ميوزيك (الإنجليزية)
- بوريس وليامز على موقع ديسكوغز (الإنجليزية)
- بوريس وليامز على موقع قاعدة بيانات الفيلم (الإنجليزية)
- بوريس وليامز على موقع كينوبويسك (الروسية)